# Porthmadog
Porthmadog ist eine Kleinstadt und Community in der Region Eifionydd in Gwynedd, Wales. Sie wird umgangssprachlich auch "Port" genannt, eine verkürzte Form der bis 1974 offiziellen englischen Bezeichnung Portmadoc. Vor dem Inkrafttreten des Local Government Act 1972 gehörte sie zum County Caernarfonshire. Die Stadt liegt 8 km östlich von Criccieth, 18 km südwestlich von Blaenau Ffestiniog, 40 km nördlich von Dolgellau und 32 km südlich von Caernarfon. Sie hat 4107 Einwohner (2018).
Porthmadog entwickelte sich im 19. Jahrhundert als Hafenstadt, von der aus Schiefer nach England exportiert wurde. Seit dem Niedergang der Schieferindustrie hat sie sich zu einer wichtigen Einkaufsstadt für die umliegende Gegend und zu einem beliebten Ziel für Urlauber entwickelt. Sie bietet einen bequemen Zugang zum Snowdonia-Nationalpark und ist Ausgangspunkt der Ffestiniog Railway und der Welsh Highland Railway. 1987 wurde das National Eisteddfod in Porthmadog veranstaltet.

## Geschichte

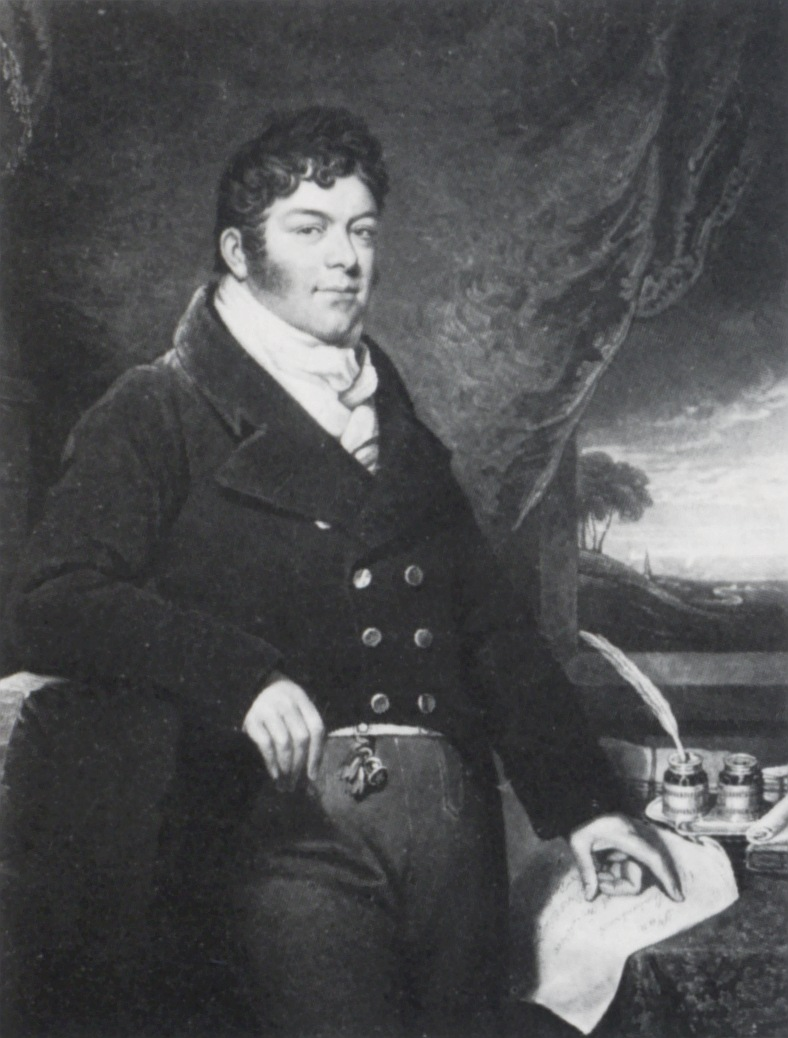
William Madocks

Porthmadog entstand, nachdem William Madocks 1811 einen Deich bauen ließ, den Cob, um dem Meer einen großen Teil von Traeth Mawr für die landwirtschaftliche Nutzung abzuringen. Die Umleitung des Afon Glaslyn führte dazu, dass er einen neuen natürlichen Hafen mit genügend Tiefgang für kleine hochseetüchtige Segelschiffe ausschwemmte, und die ersten öffentlichen Kais entstanden 1825. Einzelne Steinbruchbetreiber folgten und bauten eine Reihe von Kais entlang der Küste bis fast nach Borth-y-Gest. Schiefer wurde von Ffestiniog hinunter zu den Kais am Afon Dwyrid geschafft, mit Booten nach Porthmadog transportiert und dort auf größere Schiffe verladen.
In der zweiten Hälfte des 19. Jahrhunderts war Porthmadog eine prosperierende Hafenstadt. Ihre Einwohnerzahl stieg von 885 im Jahr 1821 auf über 3000 im Jahr 1861. Die schnell wachsenden Städte Englands benötigten qualitativ hochwertigen Schiefer zur Dachdeckung, der mit Feldbahnen, im britischen Sprachgebrauch durchwegs als Tramways bezeichnet, von den Steinbrüchen in Ffestiniog und Llanfrothen zu dem neuen Hafen gebracht wurde. Die Ffestiniog Railway wurde 1836 eröffnet, gefolgt von der Gorseddau Tramway 1856 und der Croesor Tramway 1864. In den 1870er Jahren liefen schätzungsweise mehr als tausend Schiffe jährlich den Hafen an, und im Spitzenjahr 1873 wurden etwa 118.000 t Schiefer von Porthmadog aus in alle Teile der Welt exportiert.
Danach ging der Export über den Hafen stetig zurück. Bereits 1867 hatte die Aberystwith and Welsh Coast Railway Porthmadog erreicht. 1879 eröffnete die London and North Western Railway ihre Bahnstrecke Llandudno-Blaenau Ffestioniog, und ab 1883 war die Strecke der Bala and Festiniog Railway durchgängig befahrbar, so dass der Schiefer von Blaenau Ffestiniog mit der Eisenbahn in andere Landesteile transportiert werden konnte. Der Erste Weltkrieg beendete den lukrativen Export von Schiefer nach Deutschland. 1925 wurden weniger als fünf Prozent von Ffestiniogs Schieferproduktion per Schiff transportiert. Die letzte auf dem Seeweg transportierte Ladung verließ 1946 Porthmadog. Zwei Monate später endete auf der Ffestionog Railway der Güterverkehr. Die Kais aus dem 19. Jahrhundert existieren noch, aber die Lagerhallen für Schiefer sind durch Ferienwohnungen ersetzt worden, und im Hafen liegen heute Freizeityachten.
Vor dem Bau des Cob 1812 waren an mehreren Stellen rund um Traeth Mawr Schiffe gebaut worden. Mit der Entwicklung der Stadt verlegten einige Schiffbauer ihre Werft von Meirionnydd an den neuen Hafen und bauten dort Briggs, Schoner, Schonerbarken und Brigantinen. Nach der Ankunft der Eisenbahn ging der Seehandel zurück, aber ein neuer Schiffstyp, die Western Ocean Yacht, wurde für die Fischerei in Neufundland und Labrador entwickelt. Der Schiffbau endete 1913 mit dem Bau der Gestiana, die auf ihrer Jungfernfahrt verloren ging.
Bis 1841 war der Fahrweg über das frisch gewonnene Land begradigt worden und wurde dann als Stryd Fawr zur Hauptgeschäftsstraße des Ortes entwickelt. Entlang dieser Straße gab es eine Reihe von Läden und Pubs sowie ein Postamt. Eine Feldbahn nach Tremadog lag dort, wo heute die Madog Street verläuft. Im Norden gab es ein Industriegebiet, wo Gießereien, Sägemühlen, Schieferwerkstätten, eine Getreidemühle, eine Limonadenfabrik und das Gaswerk gebaut wurden.
Im 19. Jahrhundert gab es in Porthmadog mindestens drei Eisengießereien. Die Glaslyn Foundry wurde 1848 eröffnet, die Union Iron Works 1869. Die Britannia Foundry, gegenüber dem Hafenbahnhof Porthmadog, wurde 1851 gegründet und wuchs schnell, als der Wohlstand der Stadt zunahm. Dieses Unternehmen stellte Maschinen für die Schieferbearbeitung und Teile für die Eisenbahn her; Kunden waren sämtliche Schieferbergwerke in England und Wales bis auf eines. Ein lukratives Geschäft war die Produktion einer großen Anzahl von Rohren und Schachtdeckeln für die Straßenentwässerung.
Die älteste dokumentierte Erwähnung des Namens „Port Madoc“ stammt aus den 1830er Jahren und fällt mit der Eröffnung der Ffestiniog Railway und dem folgenden Wachstum der Stadt zusammen. Der Name geht auf William Madocks als Gründer der Stadt zurück, obwohl es auch die Vermutung gibt, dass der Ort nach legendären Prinzen Madoc benannt ist. Die Stadt hieß bis 1974 offiziell „Portmadog“ und wurde dann entsprechend der walisischen Schreibweise und Aussprache umbenannt.

## Geographie
Porthmadog liegt an der Mündung des Afon Glaslyn in die Tremadog Bay. Der Ästuar ist ein Rastplatz für Zugvögel. Austernfischer, Rotschenkel und Großer Brachvogel sind häufig anzutreffen, außerdem gibt es im Sommer Scharen von Brandseeschwalben. Im Westen erhebt sich der 262 m hohe Moel-y-Gest über dem Ort.

### Klima
Die Stadt hat ein gemäßigtes Seeklima, das vom Golfstrom beeinflusst wird.
| Monat     | Mittlerer Höchstwert | Mittlerer Tiefstwert | Durchschnittlicher Niederschlag |
| Januar    | 7 °C                 | 3 °C                 | 8,4 cm                          |
| Februar   | 7 °C                 | 2 °C                 | 5,6 cm                          |
| März      | 9 °C                 | 3 °C                 | 6,6 cm                          |
| April     | 11 °C                | 5 °C                 | 5,3 cm                          |
| Mai       | 14 °C                | 7 °C                 | 4,8 cm                          |
| Juni      | 17 °C                | 10 °C                | 5,3 cm                          |
| Juli      | 18 °C                | 12 °C                | 5,3 cm                          |
| August    | 18 °C                | 12 °C                | 7,4 cm                          |
| September | 17 °C                | 11 °C                | 7,4 cm                          |
| Oktober   | 14 °C                | 9 °C                 | 9,1 cm                          |
| November  | 11 °C                | 6 °C                 | 9,9 cm                          |
| Dezember  | 8 °C                 | 4 °C                 | 9,4 cm                          |

### Ortsteile
Zu der Gemeinde gehören außer dem Hauptort die nahe gelegenen Dörfer Borth-y-Gest, Morfa Bychan und Tremadog.

#### Borth-y-Gest
Bort-y-Gest liegt 1,6 km südlich von Porthmadog in einer niedrigen Senke, die zu einer geschützten Bucht mit versteckten kleinen sandigen Ausbuchtungen und Klippen ausläuft. Hier wurden der vor der Gründung von Porthmadog Schiffe gebaut. An der Einfahrt zum Hafen stehen Häuser, die noch heute als „Lotsenhäuser“ bezeichnet werden. Hier hielten die Lotsen Ausschau nach Schiffen, die ihre Unterstützung benötigten. Das Dorf hat viel von seiner viktorianischen Architektur und seinem Charme bewahrt. Besonders ansprechend ist die Mersey Street, die von der Bucht nach oben führt und von Reihenhäusern flankiert wird.
Vor der Entstehung von Porthmadog befand sich hier der Ausgangspunkt für die Querung der weiten und gefährlichen Glaslyn-Mündung. Die Einwohner verdienten etwas Geld, indem sie Reisende über die tückischen Sande des Traeth Mawr bei Niedrigwasser nach Harlech führten.
Parc y Borth ist ein lokales Naturschutzgebiet in einem Laubwald, der von alten Traubeneichen dominiert wird. Man kann hier Grünspechte, Waldkäuze und Trauerschnäpper beobachten. An der Küste gibt es ein weiteres Naturschutzgebiet, Pen y Banc, das aus felsiger Küste, abgeschiedenen sandigen Buchten und Mischwald besteht. Es wurde 1996 geschaffen und ist ein guter Platz, um watende Vögel zu beobachten. Die Strände ziehen zahlreiche Besucher an. Als Folge des milden Klimas gibt es eine große Vielfalt an Vegetation, von Stechginster und Besenheide bis Schlehdorn, Apfelbäumen und Birken.

#### Morfa Bychan
Morfa Bychan liegt 3,4 km südwestlich von Porthmadog. Hier gibt es einen beliebten breiten Sandstrand, Black Rock Sands (walisisch: Traeth Morfa Bychan), mit Graig Ddu, einer felsigen Landspitze, an seinem westlichen Ende. Bei Niedrigwasser werden Gezeitentümpel und Höhlen sichtbar. Der Strand ist bei Windsurfern beliebt.
Hinter dem Strand erheben sich Sanddünen, die einen Teil des Naturschutzgebiets Morfa Bychan Nature Reserve bilden. In einem Feld steht der Dolmen Cist Cerrig, in dessen Nähe es Felsen mit Cup-Markierungen gibt.
1996 gab es heftige Proteste, unterstützt von Cymdeithas yr Iaith Gymraeg, gegen den Bau von 800 Häusern in Morfa Bychan. Diese folgten auf eine Entscheidung des High Court, die den Bebauungsplan von 1964 als weiterhin gültig erklärte. Die Eigentümer des Geländes schlossen später einen Vergleich mit Cyngor Gwynedd, der die Einrichtung einer Wohnwagenanlage erlaubte und Teile des Geländes unter Naturschutz stellte. Die Planungen von 1964 durften nicht länger verfolgt werden; im Gegenzug erhielten die Bauträger eine finanzielle Entschädigung.

#### Tremadog

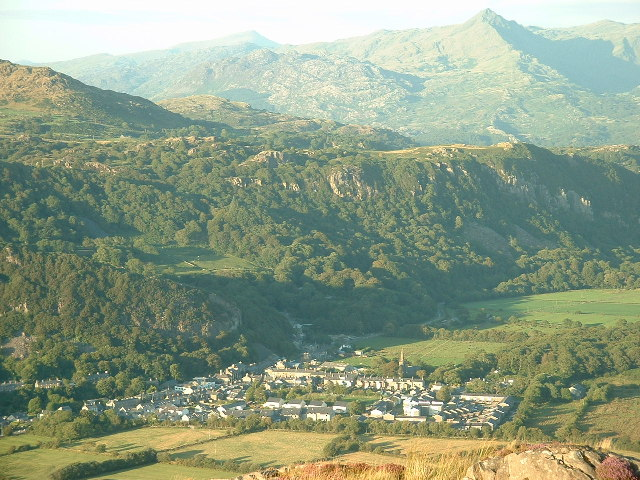
Tremadog

Tremadog, ein außergewöhnliches Beispiel für eine Planstadt, liegt 1,4 km nördlich von Porthmadog. Der Ort wurde auf Land erbaut, das durch die Trockenlegung von Teilen des Traeth Mawr entstanden war. 1805 wurden die ersten Häuser im so genannten Pentre Gwaelod (deutsch: Unterdorf) erbaut, das den Eindruck eines Borough erwecken sollte, mit Rathaus und Tanzsaal im Zentrum. Zu dem Plan gehörte auch die Ansiedlung von Industrie, mit einer Weberei, einer Walkmühle und einer Getreidemühle, alle mit Wasserkraft betrieben.
Nördlich des Dorfes liegt Tan-yr-Allt, ein Besitz, den Madocks 1798 erworben und zum ersten Regency-Haus in Gwynedd umgebaut hatte. Der Garten, in einem steilen Hang gelegen, besteht hauptsächlich aus Rasenflächen mit Bäumen und Büschen darauf und enthält ein Denkmal für Percy Bysshe Shelley.

### Bevölkerung
Im Jahr 2022 hatte Porthmadog 4.243 Einwohner. Davon waren 458 Personen (10,8 Prozent) jünger als 16 Jahre und 978 Personen (23,5 Prozent) älter als 64 Jahre.
| Jahr      | 1801 | 1811 | 1821 | 1831 | 1841 | 1851 | 1861 | 1871 | 1881 |
| Einwohner | 525  | 889  | 885  | 1075 | 1888 | 2347 | 3138 | 4367 | 5506 |
| Jahr      | 1891 | 1901 | 1911 | 1921 | 1931 | 1939 | 1951 | 1961 | 2001 |
| Einwohner | 5224 | 4883 | 4445 | 4184 | 3986 | 4618 | 4061 | 3960 | 4187 |

## Politik
Der Gemeinderat von Porthmadog hat planmäßig 16 Mitglieder. Bei der Wahl 2008 wurden 12 Ratsmitglieder ohne Gegenkandidaten gewählt: sieben Parteilose, vier für Plaid Cymru und ein Vertreter von Llais Gwynedd. Vier Sitze sind derzeit vakant. Die Stadt ist in sechs Stimmbezirke eingeteilt: Gest, Morfa Bychan, Porthmadog East, Porthmadog West, Tremadog und Ynys Galch.
Die Stadt bildet heute drei Wahlkreise von Cyngor Gwynedd, in denen jeweils ein Abgeordneter gewählt wird. 2012 wurde Jason Humphreys von Llais Gwynedd in Porthmadog East gewählt, während Selwyn Griffiths von Plaid Cymru seinen Sitz für Porthmadog West ohne Gegenkandidaten behielt. Tremadog gehört zum Wahlkreis Porthmadog-Tremadog, der außerdem Beddgelert und einen Teil von Dolbenmaen umfasst. Hier behielt 2012 Alwyn Gruffydd, für Llais Gwynedd, seinen Sitz.
Für die Wahl zum Unterhaus gehört Porthmadog seit 2010 zum Wahlkreis Dwyfor Meirionnydd; gewählt wurde Elfyn Llwyd von Plaid Cymru. Für die Wahl zur National Assembly for Wales gehört der Ort ebenfalls zum Wahlkreises Dwyfor Meirionnydd und wird zurzeit von Dafydd Elis-Thomas (Plaid Cymru) vertreten.

## Verkehr
Porthmadog liegt an der Fernstraße A487 von Fishguard nach Bangor. 2010 begannen Bauarbeiten für eine Umgehungsstraße für die Orte Minffordd, Porthmadog und Tremadog, die am 17. Oktober 2011 eröffnet wurde.
Von Porthmadog aus verläuft die A497 nach Westen durch den südlichen Teil der Lleyn-Halbinsel nach Criccieth und Pwllheli. Die A498 verläuft in nördlicher Richtung nach Beddgelert und Snowdonia.
In der Stadt gibt es drei Bahnhöfe. Der Bahnhof Porthmadog (Porthmadog Railway Station) liegt an der Cambrian Coast Line von Pwllheli nach Aberystwyth und Machynlleth. Die Züge werden von Transport for Wales/Trafnidiaeth Cymru betrieben.

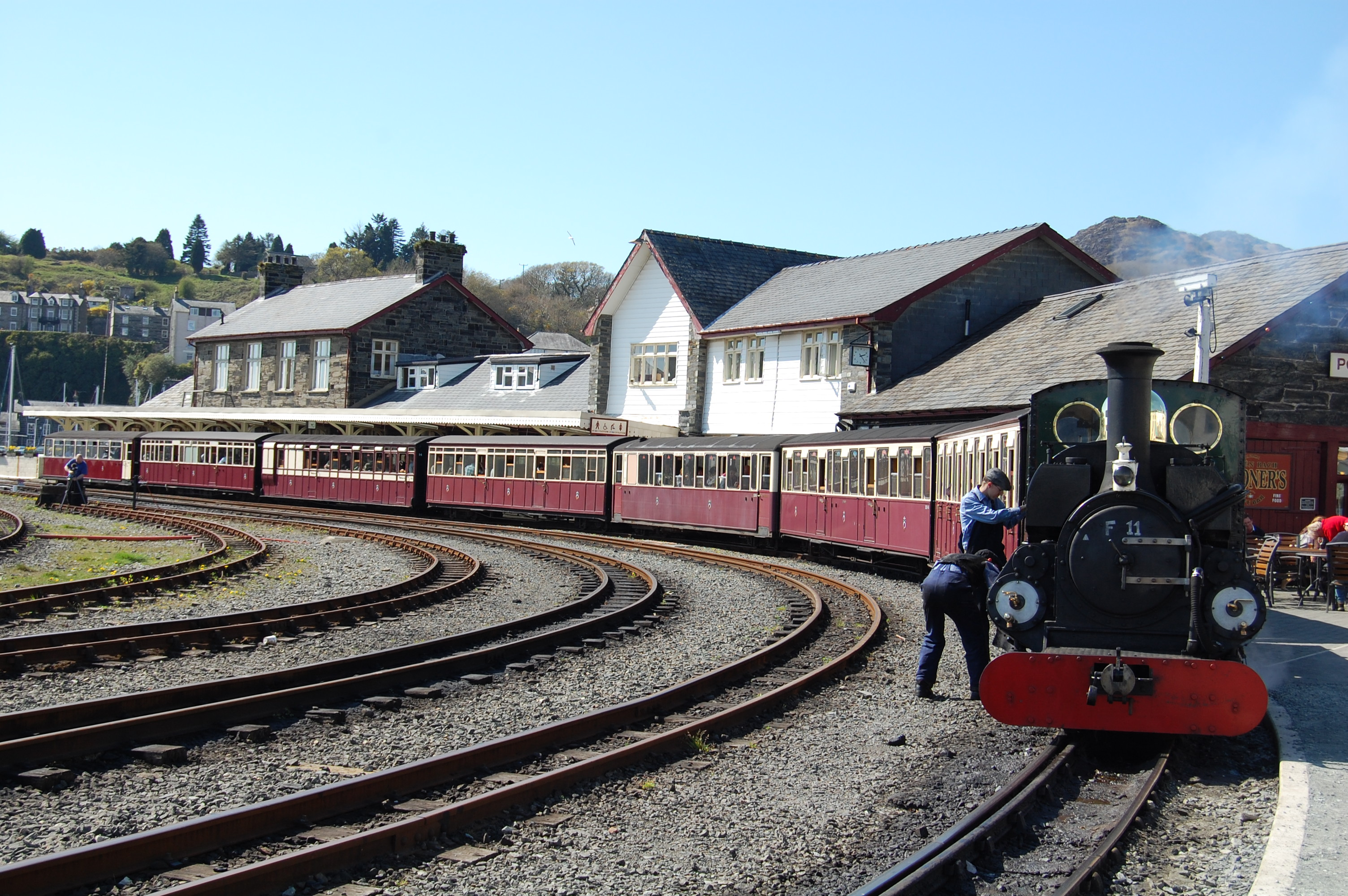
Der Hafenbahnhof

Der Hafenbahnhof (Porthmadog Harbour Railway Station) am südlichen Ende der Hauptstraße ist seit Beginn des Personenverkehrs 1865 Endpunkt der Ffestiniog Railway aus Blaenau Ffestiniog. Seit 2011 ist er auch der südliche Endpunkt der wieder aufgebauten Welsh Highland Railway von Caernarfon.
Bahnhof und Besucherzentrum der Welsh Highland Heritage Railway liegen in der Nähe des Hauptstrecken-Bahnhofs auf dem Gelände der ehemaligen Nebengleise der Cambrian Railways. Von hier verkehren Züge ein kurzes Stück nach Pen-y-Mount.
Regionalbusse verbinden Porthmadog mit Aberystwyth, Bangor, Beddgelert, Blaenau Ffestiniog, Pwllheli und zahlreichen weiteren Orden in Nordwestwales. National Express betreibt eine Linie von Pwllheli über Porthmadog nach Chester, Liverpool und Manchester mit Anschlüssen nach Leeds und Newcastle upon Tyne.

## Der Cob

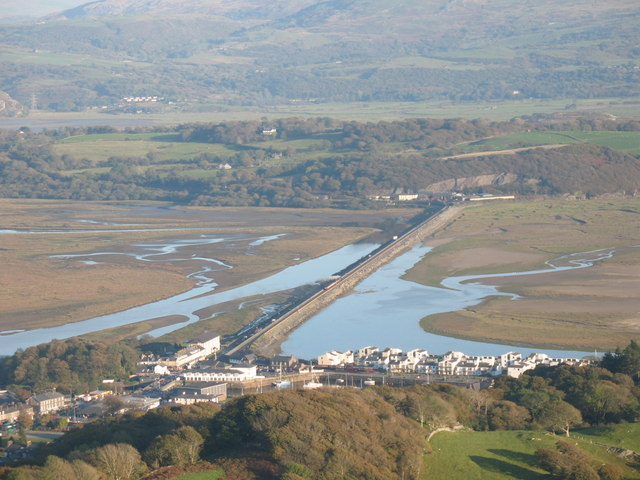
Der Cob bei Niedrigwasser; im Vordergrund ist der Hafen von Porthmadog knapp zu erkennen, die Tremadog Bay liegt rechts.

Der Cob ist ein solider Damm quer über die Mündung des Afon Glaslyn. Seine Eröffnung wurde mit einem viertägigen Fest und Eisteddfod begangen, um die
Straßenverbindung zwischen Caernarfonshire und Meirionnydd zu feiern, die Bestandteil von Madocks’ Plänen für eine Straße von London zu dem von ihm vorgeschlagenen Hafen in Porthdinllaen war. Drei Wochen später brach der Damm jedoch bei Hochwasser, und Madocks’ Unterstützer waren gezwungen, Geld und Arbeiter aus ganz Caernarfonshire aufzutreiben, um den Bruch zu reparieren und den gesamten Damm zu verstärken. 1814 war er wiederhergestellt, aber Madocks’ Finanzen waren ruiniert. 1836 wurde die Bahnstrecke der Ffestiniog Railway über den Damm eröffnet, und er wurde der Haupttransportweg für Schiefer aus Ffestiniog zum neuen Hafen in Porthmadog. 1927 brach der Cob noch einmal, und die Reparaturarbeiten dauerten mehrere Monate. Im Jahr 2012 wurde der Damm auf einer Länge von 260 Metern seeseitig verbreitert, um einen zweiten Bahnsteig im Hafenbahnhof von Porthmadog bauen zu können.
Das ehemalige Zollhaus am nordwestlichen Ende des Cob hat schieferverkleidete Wände und ist eines der wenigen Gebäude, bei denen die von Moses Kellow, Manager des Croesor Quarry, erfundenen verzahnten Firstziegel erhalten geblieben sind. Die Maut wurde 2003 abgeschafft, nachdem die walisische Regionalregierung den Cob gekauft hatte.

## Kultur und Sehenswürdigkeiten
Y Ganolfan an der Hauptstraße, erbaut 1975, ist ein Veranstaltungsort für Konzerte, Ausstellungen, Sportveranstaltungen und andere gesellschaftliche Ereignisse.
Das Porthmadog Maritime Museum auf dem Oakley-Kai befindet sich in einem ehemaligen Schiefer-Lagerhaus und zeigt Ausstellungsstücke zu den in der Stadt gebauten Schonern und den Männern, die auf ihnen segelten.
Pen Cei, im Westen des Hafens gelegen, war das Zentrum seiner geschäftlichen Aktivitäten. Hier wurden Schiffe gebaut und repariert, jede Steinbruch-Gesellschaft hatte hier ihren Schieferkai mit Anschlussgleisen zur Eisenbahn. Bron Guallt, 1895 erbaut, war Wohn- und Geschäftshaus für den Schiffsagenten des Oakeley Quarry. Grisiau Mawr (deutsch: Große Stufen), verband den Kai mit Garth und den Häusern der Schiffseigner und Kapitäne; hier wurde die Seefahrtsschule erbaut.
Kerfoots, in einem viktorianischen Gebäude an der Hauptstraße, ist ein kleines, 1874 gegründetes Kaufhaus mit einer einzigartigen Wendeltreppe, Kronleuchtern und schlanken gusseisernen Säulen, die die Obergeschosse tragen. Der Millennium Dome, von örtlichen Handwerkern 1999 gebaut, um das 125-jährige Jubiläum des Hauses zu feiern, ist aus Buntglas hergestellt und zeigt Szenen aus dem Porthmadog von 1874.
Das Royal Sportsman Hotel (walisisch: Gwesty'r Heliwr) an der Stryd Fawr wurde 1862 als Zwischenstopp an der mautpflichtigen Straße nach Porthdinllaen erbaut. Die Ankunft der Eisenbahn fünf Jahre später brachte zunehmende Touristenströme mit sich, und das Hotel wurde bald für seine Kutsche und ihre livrierten Pferde berühmt, mit der die Gäste zu örtlichen Sehenswürdigkeiten gebracht wurden. Das Gebäude wurde unter Verwendung von Schiefer aus Ffestiniog gebaut, und die originalen offenen Kamine aus Naturstein und Schiefer befinden sich immer noch an ihrem Platz.
Das War Memorial (Kriegerdenkmal) steht oben auf dem Ynys Galch, einer der früheren Inseln im Traeth Mawr. Es hat die Form eines fünf Meter hohen Keltenkreuzes aus Granit und wurde 1922 „zum Gedenken an 97 gefallene Kriegshelden aus Madoc Vale“ enthüllt.
Auf dem Moel-y-Gest befindet sich ein eisenzeitliches Hillfort.

## Bildung
Im Ort gibt es die Grundschulen Ysgol Eifion Wyn (Porthmadog), Ysgol Borthygest (Borth-y-Gest) und Ysgol y Gorlan (Tremadog), die Waldorfschule Plas Tan Yr Allt Centre For Waldorf Education und die Sekundarschule Ysgol Eifionydd.

## Persönlichkeiten

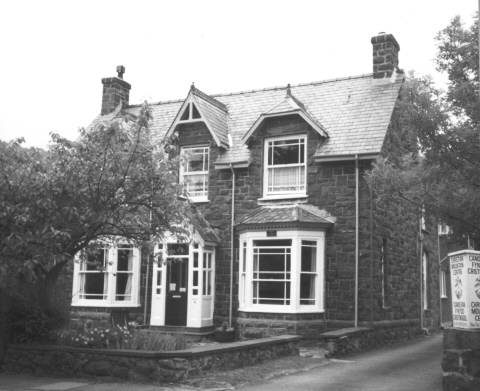
Das Geburtshaus von T. E. Lawrence

Thomas Edward Lawrence, besser bekannt als Lawrence von Arabien, wurde 1888 in einem heute als „Lawrence House“ bezeichneten Haus in Tremadog geboren. Er wurde zum Objekt der Faszination überall in der Welt, berühmt für seine Rolle in der Arabischen Revolte von 1916 und für die anschaulichen Beschreibungen seiner Erlebnisse.
Um den Bau und die Reparaturen des Cob zu finanzieren, vermietete William Madocks sein eigenes Haus in Tremadog. Sein erster Mieter war der Dichter Percy Bysshe Shelley, der die Einheimischen gegen sich aufbrachte, indem er sie wegen ihrer Schafhaltung für den Verzehr kritisierte und bei den örtlichen Händlern Schulden machte. Nach einem angeblichen Angriff auf sein Leben durch einen nächtlichen Eindringling reiste er überstürzt ab, ohne seine Miete zu bezahlen oder sich an der Sammlung zur Unterstützung von Madocks zu beteiligen. Während seines Aufenthalts in Tremadog schrieb er das Gedicht Queen Mab.
Die Asche des Dichters Ronald Stuart Thomas ist auf dem Friedhof der St John’s Church an der Penamser Road bestattet.
Der Wrestler Mason Ryan (eigentlich Barri Griffiths) stammt aus Porthmadog.